# Stephen Weinstein
Stephen Weinstein (* 1893; † 1991) war ein englischer Schriftsteller. Sein Name lautete ursprünglich Samuel Weinstein; nach seiner Heirat mit Clare Birnberg nahm das Ehepaar den Nachnamen Winsten an und wurde Quäker.
Im Ersten Weltkrieg verweigerte Weinstein aus Gewissensgründen den Kriegsdienst und wurde dafür im Gefängnis in Bedford und im Gefängnis in Reading inhaftiert.
Als Schriftsteller ist er vor allem für seine Arbeit über Henry Salt sowie seine Arbeiten über George Bernhard Shaw bekannt, der sein Nachbar in Ayot St Lawrence in Hertfordshire war.

## Werke
- G.B.S. 90: Aspects of Bernard Shaw’s Life and Work (1946) Herausgeber Stephen Winsten
- Days with Bernard Shaw (1948)
- Salt and His Circle (1951) Vorwort von G.B. Shaw
- Shaw’s Corner (1952)
- Jesting Apostle: The Private Life of Bernard Shaw (1956)

| Personendaten    | Personendaten             |
| ---------------- | ------------------------- |
| NAME             | Weinstein, Stephen        |
| ALTERNATIVNAMEN  | Winsten, Stephen          |
| KURZBESCHREIBUNG | englischer Schriftsteller |
| GEBURTSDATUM     | 1893                      |
| STERBEDATUM      | 1991                      |